# Coutansouze
Coutansouze är en kommun i departementet Allier i regionen Auvergne-Rhône-Alpes i de centrala delarna av Frankrike. Kommunen ligger  i kantonen Ébreuil som ligger i arrondissementet Montluçon. År 2022 hade Coutansouze 158 invånare.

## Befolkningsutveckling
Antalet invånare i kommunen Coutansouze
Referens: INSEE